# Charles Magnin
Charles Magnin (* 4. November 1793 in Paris; † 8. Oktober 1862 ebenda) war ein französischer Literarhistoriker, Theaterkritiker und Autor.

## Leben und Werk
Charles Magnin besuchte zuerst das Collège Sainte-Barbe, dann das Lycée Henri IV. 1813 wurde er bei der kaiserlichen Bibliothek angestellt und später (1832) zu einem von deren Konservatoren ernannt. Er nahm an mehreren akademischen Literaturwettbewerben teil und machte sich dabei durch einige Poesien (Sur les derniers moments de Bayard, 1815; Entretien sur l’éloquence, 1820) bekannt; auch ließ er die kurze, einaktige, in Prosa verfasste Komödie Racine, ou la troisième représentation des Plaideurs am 16. März 1826 am Odéon-Theater aufführen.
1824 war Magnin Mitarbeiter des Journals Le Globe geworden und trat dort als herausragender Theaterkritiker hervor, insbesondere von in Paris gegebenen englischen Bühnenvorstellungen, an denen damals einige Jahre lang mehrere der besten englischen Schauspieler wie Edmund Kean, William Charles Macready und Harriet Smithson mitwirkten. Ferner förderte Magnin die Versuche zur Innovation des Theaters und stand der romantischen Bewegung wohlwollend gegenüber.
Als Le Globe 1831 das Erscheinen einstellte, wechselte Magnin als Theaterkritiker zur Tageszeitung Le National und arbeitete auch an der Revue des Deux Mondes und am Journal des savants mit. Er widmete sich aber nun weniger dem Beruf des Kritikers als gelehrten Arbeiten, die ihm das Lob von Sainte-Beuve und 1838 die Aufnahme in die Académie des Inscriptions et Belles-Lettres verschafften. 1834/35 hielt er in Stellvertretung von Claude Fauriel Vorlesungen an der Sorbonne und lehrte die Ursprünge des modernen Theaters. Den Stoff seiner Lehrvorträge gab er später auch als, allerdings unvollendet gebliebenes, Werk unter dem Titel Les origines du théâtre moderne (Paris 1838) heraus und stellte darin die Geschichte der dramatischen Kunst im Mittelalter dar.
Eine Auswahl aus seinen zerstreut erschienenen Abhandlungen in Journalen gab Magnin als Causeries et méditations historiques et littéraires (2 Bde., Paris 1843) heraus. Auch lieferte er eine Übersetzung der Dramen der Hrotsvit (Théâtre de Hrotsvitha religieuse allemande du 10e siècle, 1845, mit Text, Einleitung und Anmerkungen). Schließlich verfasste er eine Histoire des marionnettes en Europe (1852; 2. Aufl. 1862). Er starb am 8. Oktober 1862 im Alter von 69 Jahren in Paris.